# Illa Inaccessible
L'Illa Inaccessible és un volcà extint (última activitat: fa sis milions anys) amb el pic de Cairn de 449 m. L'illa és de 14 km² de superfície, sortint de l'oceà Atlàntic, 45 km al sud (28 km) al sud-oest de Tristan da Cunha.
Forma part de l'arxipèlag de Tristan da Cunha, que forma part del Territoris Britànics d'Ultramar conegut com a Santa Helena, Ascensió i Tristan da Cunha. Juntament amb l'illa de Gough, l'Illa Inaccessible és una reserva natural protegida, que ha estat inscrita com a Patrimoni de la Humanitat de la UNESCO.